# Giv'at Washington
Giv'at Washington nebo Bejt Raban (hebrejsky גבעת וושינגטון, doslova „Washingtonův vrch“, nebo בֵּית רַבָּן, doslova „Rabanův dům“, v oficiálním přepisu do angličtiny Bet Rabban) je obec a školský komplex v Izraeli, v Centrálním distriktu, v Oblastní radě Chevel Javne.

## Geografie
Leží v nadmořské výšce 57 metrů v hustě osídlené a zemědělsky intenzivně využívané pobřežní nížině.
Obec se nachází 7 kilometrů od břehu Středozemního moře, cca 29 kilometrů jihojihozápadně od centra Tel Avivu, cca 48 kilometrů západně od historického jádra Jeruzalému a 5 kilometrů severovýchodně od přístavního města Ašdod. Giv'at Washington obývají Židé, přičemž osídlení v tomto regionu je etnicky převážně židovské. Obec tvoří souvislý urbanistický celek se sousedním kibucem Kvucat Javne.
Giv'at Washington je na dopravní síť napojen pomocí dálnicí číslo 41, která se západně od obce kříží s dálnicí číslo 42 a dálnicí číslo 4. Paralelně s dálnicí číslo 4 vede i železniční trať z Javne směrem do Ašdodu a Aškelonu.

## Dějiny
Giv'at Washington byl založen v roce 1946. Podle jiného zdroje došlo k založení až roku 1950. Iniciátorem zřízení školského komplexu byli Židé z USA, zejména rabín Zemach Green z Washingtonu. Měl být určen pro výchovu dětí přeživších holokaust. Zpočátku tu v provizorních budovách pobývalo 80 dětí. Plocha komplexu dosahuje 200 dunamů (0,2 kilometru čtverečního). V obci žije cca 70 rodin a studuje tu cca 600 žáků. Areál nabízí středoškolské vzdělání v náboženských studiích i běžných předmětech.

## Demografie
Podle údajů z roku 2014 tvořili naprostou většinu obyvatel v Giv'at Washington Židé (včetně statistické kategorie "ostatní", která zahrnuje nearabské obyvatele židovského původu ale bez formální příslušnosti k židovskému náboženství).
Jde o menší obec vesnického typu s dlouhodobě mírně rostoucí populací. K 31. prosinci 2014 zde žilo 920 lidí. Během roku 2014 populace klesla o 9,9 %.
| Rok            | 1961 | 1972 | 1983 | 1995 | 2001 | 2003 | 2004 | 2005 | 2006 | 2007 | 2008 | 2009 | 2010 | 2011 | 2012 | 2013 | 2014 |
| -------------- | ---- | ---- | ---- | ---- | ---- | ---- | ---- | ---- | ---- | ---- | ---- | ---- | ---- | ---- | ---- | ---- | ---- |
| Počet obyvatel | 210  | 311  | 549  | 575  | 558  | 599  | 586  | 647  | 670  | 688  | 740  | 789  | 789  | 667  | 1021 | 1021 | 920  |